# Dům čp. 59 (Bubeneč)
Dům čp. 59/XIX ve Schwaigerově ulici 3, dříve nazývaný Villa Klára a nově Villa Schwaiger, je rozlehlý měšťanský dům se dvorem a zahradou mezi ulicemi Schwaigerovou, Wolkerovou a V sadech, v Praze 6 – Bubenči. Stojí na plošině ve svahu jihozápadně od kostela sv. Gottharda. Od roku 1958 je chráněn jako kulturní památka. Nyní slouží jako hotel Schwaiger s restaurací „V zahradě“.

## Historie
Parcela od středověku náležela ke statku Přední Ovenec jihozápadně od kostela sv. Gottharda. Na obdélném půdorysu současného pozdně klasicistního jednopatrového domu čp. 59 stál shodně orientovaný objekt již před rokem 1800. Údajně šlo o domek výměnkáře se stodolou, patřící k Bláhovu dvoru čp. 13. Domek v sousedství Hergetových pozemků (hlinišť pro jeho cihelnu) a vinice chátral až do roku 1840, kdy jej zakoupil pražský c. k. zednický polír František Roubíček za 2000 zlatých včetně přilehlého pozemku od Vileminy Hergetové, dcery architekta Josefa Zobela a manželky slavného pražského cihláře a majitele cihelen (především malostranské) Antonína Hergeta (1789–1849). 
Novostavbě bylo v roce 1841 přiděleno číslo popisné 59 (většina nemovitostí Prahy a jejího okolí byla po roce 1810 přečíslována). Po předčasné Roubíčkově smrti dům zdědila vdova Anna a v roce 1849 jej získala Roubíčkova rodina, matka Anna a bratr Václav. Z dalších vlastníků se v letech 1853 až 1861 připomíná pražský krejčí Jiří Bedřich Hanf (1793–1863), Antonín Jan Lehner (1861–1870) a po něm vdova Augusta Lehnerová (1870–1872), Klementina Picková (1872–1877), Josef Patzelt (1877–1882), Eleonora Klára Friedrichová (1882–1896), za které byl dům přestavěn do současné dispozice a pojmenován „villa Klára“, Hugo z Friedrichu (1896–1902), Karel Mayer (1902–1906) a po roce 1906 Čeněk Musil. Po roce 1990 byla vila zprivatizována a zásadně zrekonstruována pro účely hotelu. Byla vestavěna dvě patra podkrovní s vikýři. Chybný nápis ve štítu Villa Schwaiger (malíři Hanuši Schwaigerovi vila nikdy nepatřila, byl jen nájemníkem) byl změněn na Hotel Schwaiger.

## Architektura
Základem dnešního dvoupatrového obytného domu je půdorys stavby z doby před rokem 1840, zakreslený v mapě stabilního katastru z roku 1842, kdy byl svah nad domem osazen vinnou révou. V letech 1840–1841 dům přestavěl František Roubíček, další úpravy proběhly v letech 1882–1896.
Před vytyčením ulic Wolkerova, Schwaigerova a V sadech se místo nazývalo Bubenečská náves, v pražském adresáři z roku 1896 je uvedeno také s alternativou náměstí Dolejší. Jako Dolejší náměstí Bubeneč je zaznamenal rovněž František Ruth, u něhož byl dům poprvé označen Villa Klára.
Za domem je dvůr se zahradou, do ulice předzahrádka s bránou. Hlavní fasáda do ulice je jedenáctiosá, obě levé krajní osy a mohutné vikýře byly doplněny později. 
V letech 1899–1912 v domě bydlel malíř Hanuš Schwaiger s manželkou Josefínou.
V domě sídlí hotel Schwaiger. Chybné označení Villa Schwaiger již bylo odstraněno.

## Galerie

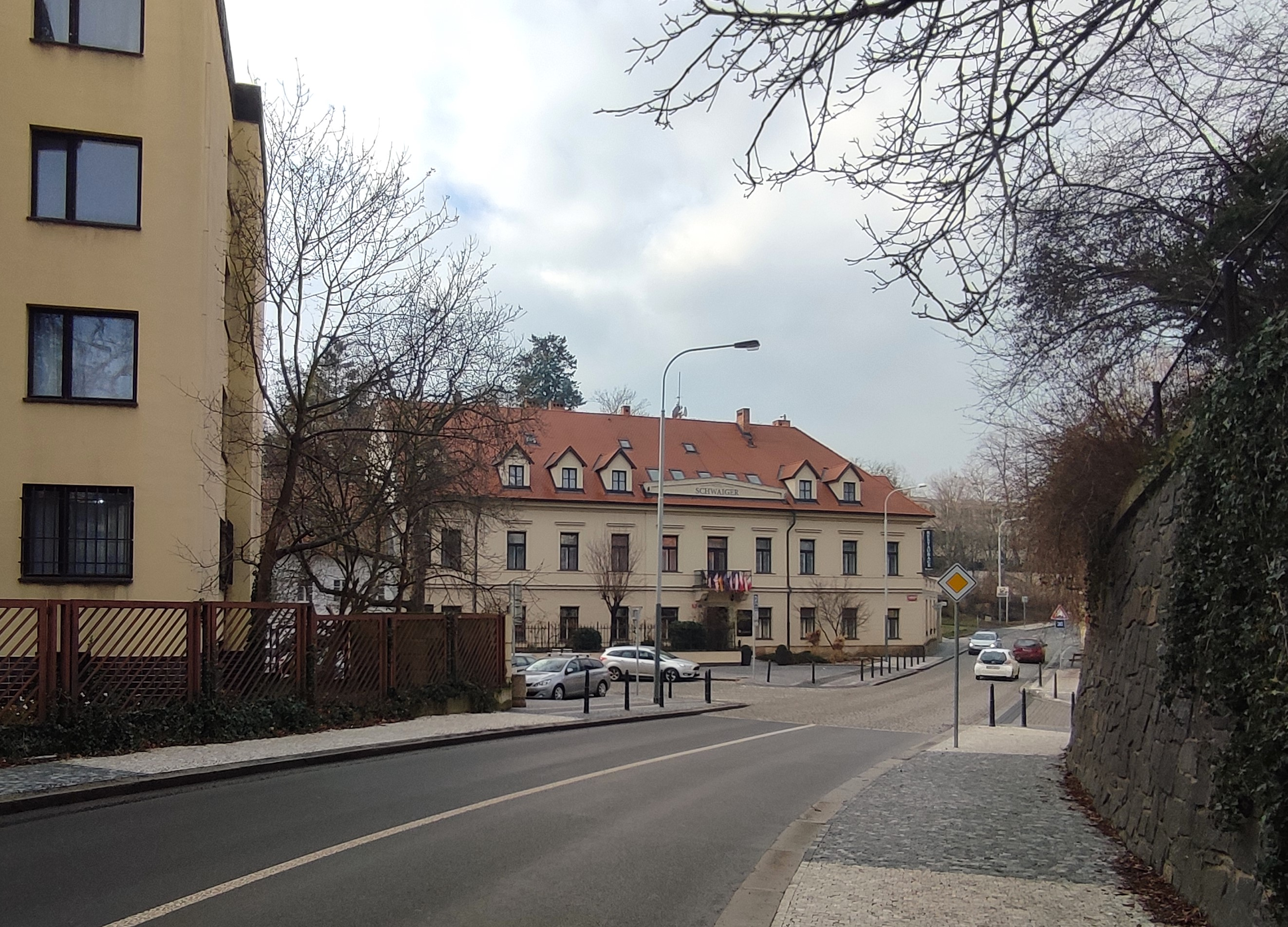
Průhled Wolkerovou ulicí k hotelu
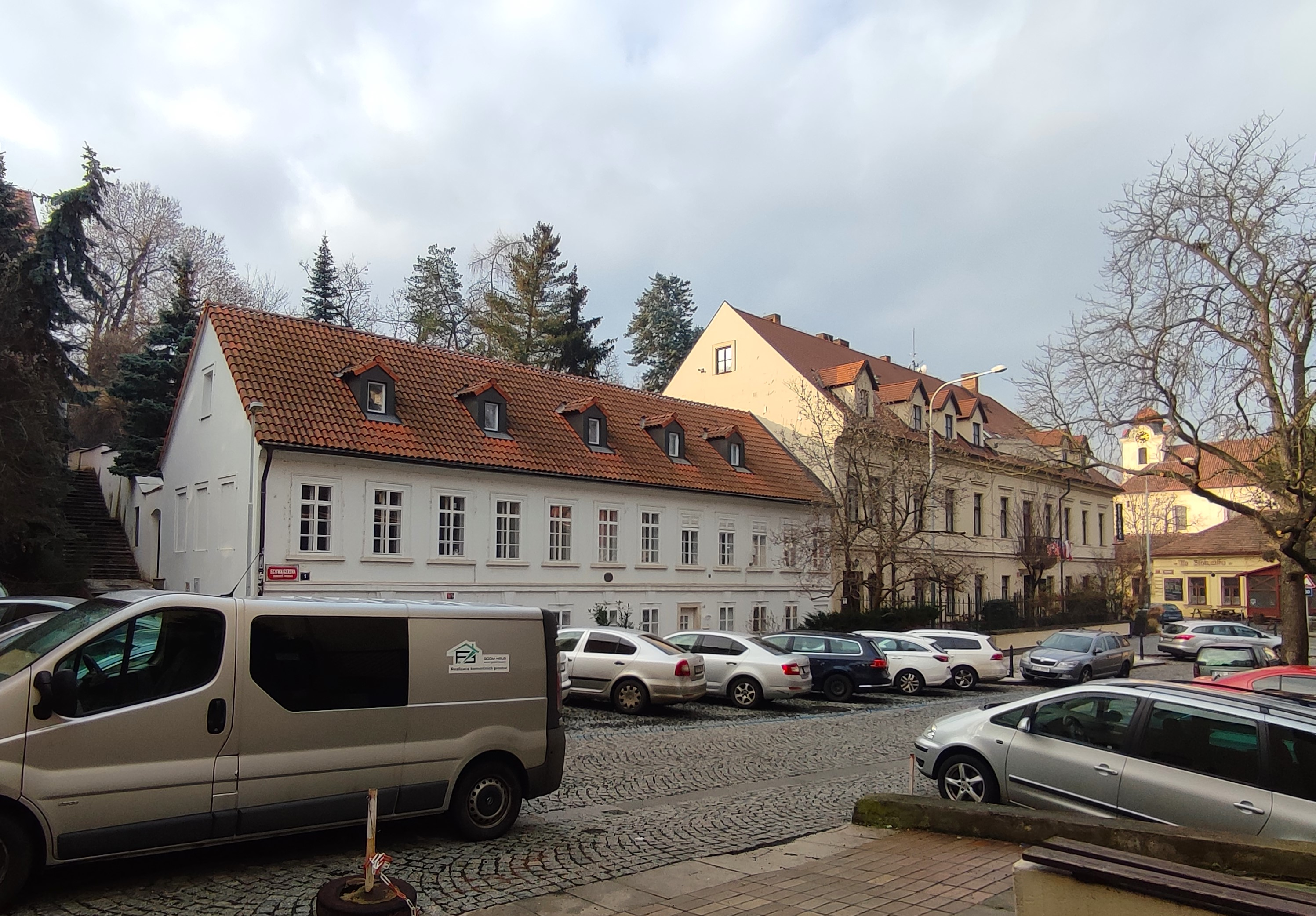
Fronta domů Schwaigerova 1 a 3
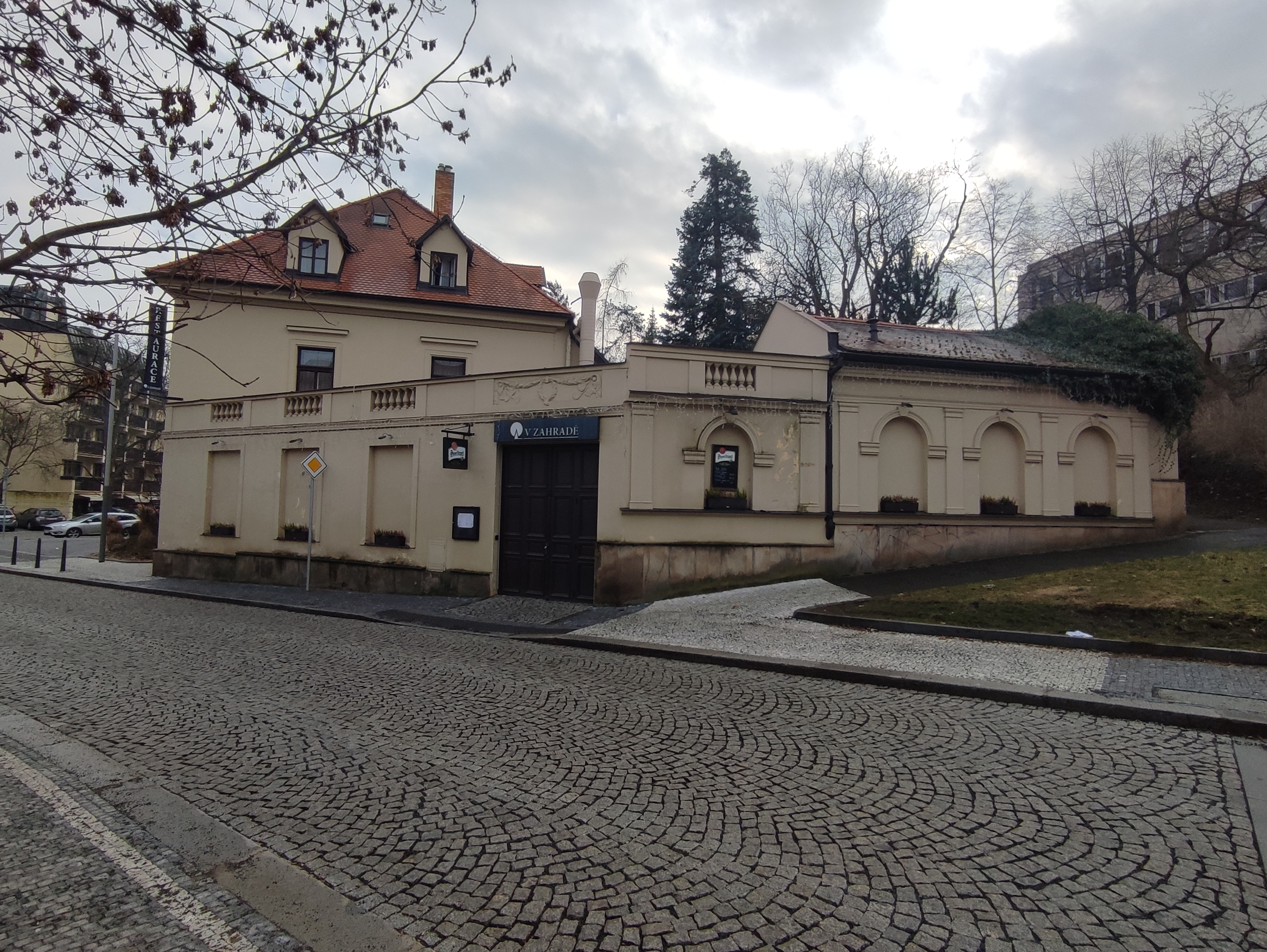
Restaurace V zahradě
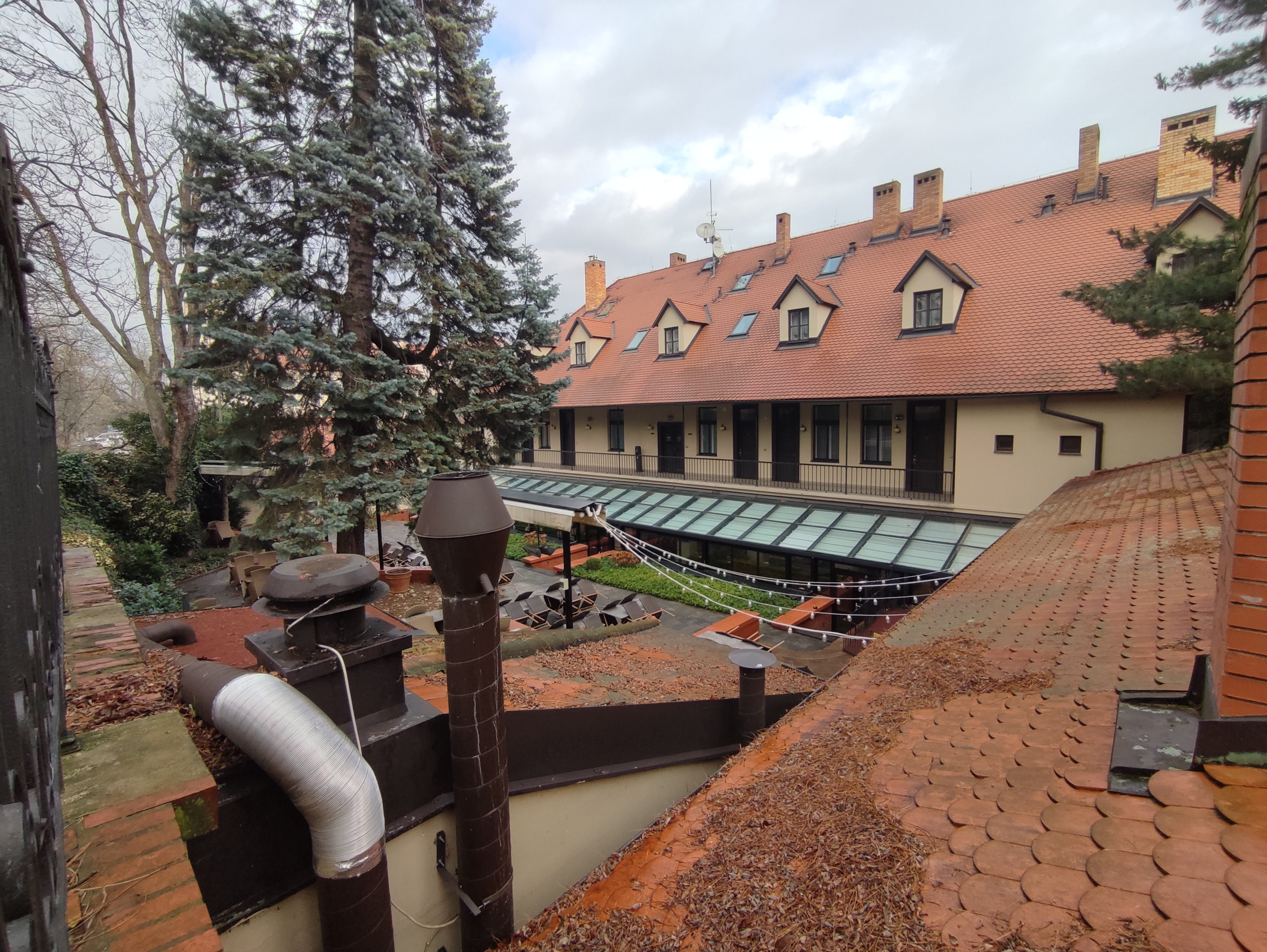
Pavlače a předzahrádka